# Bhaisaunda

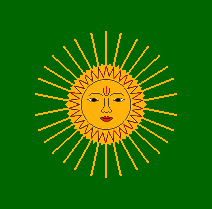
Bandera de Bhaisaunda.

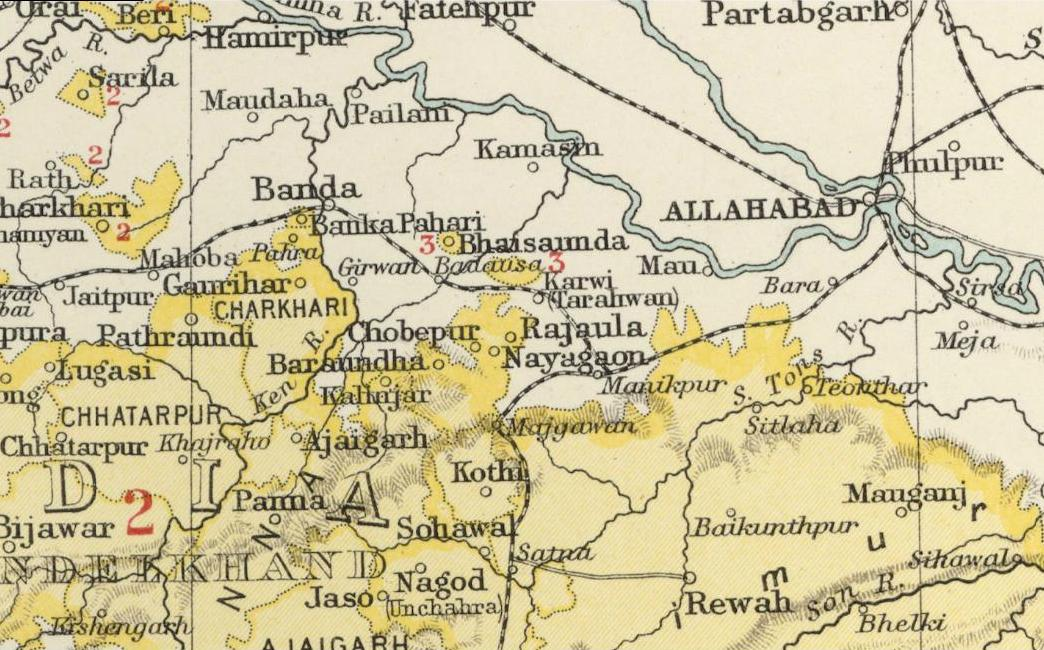
Bhaisaunda a l'Imperial Gazetteer of India.

Bhaisaunda o Bhaisunda (भैसुंदा) fou un estat tributari protegit de l'Índia, un dels jagirs Kalinjar Chaubi (o Chaube), a l'agència de Bundelkhand. La superfície era de 31 km² i la població el 1881 de 4073 habitants pràcticament tots hindús.
El 1901 la superfície indicada era molt superior (83 km²) i la població similar (4.168 habitants) amb 20 pobles. La capital era Bhaisaunda, situada a 25° 18′ N, 80° 48′ E / 25.300°N,80.800°E amb 1386 habitants.
El 1817 es van reorganitzats els shares (les parts, els estats) familiars i es va formar el jagir. Segons la llei successoria de la família Kalinjar, en cas de manca d'hereus d'alguns dels "sharers" (príncep de cada part), l'estat es repartia entre els prínceps sobrevivents de la família. El títol era "sharer". El 1881 era sharer Chaubi Tirat Prasad, hindú i braman. El seu exèrcit era de 80 homes. El 1885 for proclamat sharer Pandit Sri Chhatarsal Prasad Ju, però no va governar efectivament fins al 1903.